# Pseudonautia avellinoi
Pseudonautia avellinoi är en insektsart som beskrevs av Marius Descamps 1978. Pseudonautia avellinoi ingår i släktet Pseudonautia och familjen Romaleidae. Inga underarter finns listade i Catalogue of Life.